# Lauda
Pour les articles homonymes, voir Lauda (homonymie).

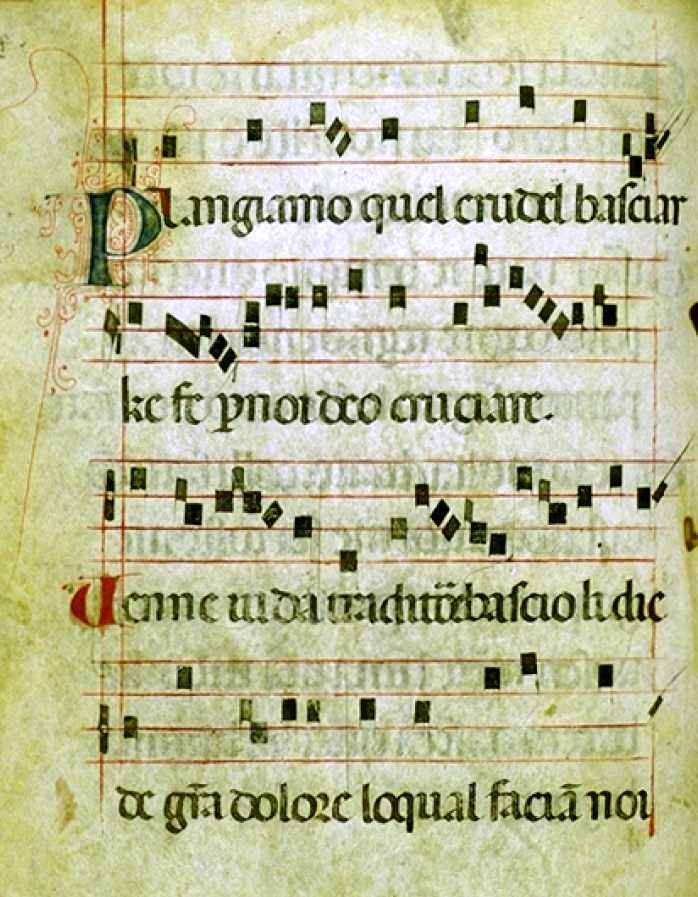
Lauda

Une lauda (pluriel italien : laude), ou encore lauda spirituale, est la forme dominante de chant sacré en langue vernaculaire en Italie à la fin du Moyen Âge et au début de la Renaissance. Les laude sont restées populaires jusqu'au XIXe siècle. La lauda est souvent associée à Noël, et est pour partie équivalente aux chants de Noël anglais ou français, ou des villancico espagnols,,,,.

## Origine et diffusion de la lauda
À l'origine, la lauda est une forme musicale monophonique (à voix solo), une forme polyphonique s'étant développée au début du XVe siècle. Du fait de similarités dans le rythme, le style mélodique et surtout la notation, la musique des troubadours a probablement inspiré la forme d'origine des laude. En effet, de nombreux troubadours ont fui leurs terres d'origine durant la croisade des Albigeois au début du XIIIe siècle et se sont installés dans le nord de l'Italie, où leur musique a influencé le développement de la musique profane italienne.
Une forme monophonique de la lauda s'est largement diffusée en Europe aux XIIIe et XIVe siècles à travers le mouvement des Flagellants. Cette forme, appelée Geisslerlied, adopta la langue vernaculaire de chacun des pays qui l'adoptèrent, parmi lesquels l'Allemagne, la Pologne, l'Angleterre et la Scandinavie.
Après 1480, le chant des laude est devenu très populaire à Florence avec des hymnes comme Alta Trinità Beata, des personnes, parmi lesquelles le moine Jérôme Savonarole, ayant interdit les autres formes profanes de musique sacrée. De nombreux motets et messes de Josquin des Prés sont basées sur des mélodies issues de laude qu'il a entendues durant ses séjours en Italie à cette époque.
Les laude sont redevenus populaires lors de la Contre-Réforme : simples, facilement compréhensibles, elles constituaient une réponse idéale à l'objectif musical de clarification des textes du Concile de Trente.
La lauda a progressivement décliné à mesure que l'oratorio s'est développé. Néanmoins, les airs et les paroles ont par la suite continué d'inspirer certaines compositions.
Certaines chansons du rite latin, notamment treize antiennes conservées à l'abbaye de Bobbio, ont parfois été qualifiées de laude latines. Ces dernières sont néanmoins beaucoup plus proches de versions en latin de ballate italiennes.